# Univers hésitant
 (novembre 2021).
Si vous disposez d'ouvrages ou d'articles de référence ou si vous connaissez des sites web de qualité traitant du thème abordé ici, merci de compléter l'article en donnant les références utiles à sa vérifiabilité et en les liant à la section « Notes et références ».
L’Univers hésitant est un modèle cosmologique décrivant un Univers homogène et isotrope, c’est-à-dire de type Friedmann-Lemaître-Robertson-Walker, dont l’expansion passe dans un premier temps par une phase décélérée (les distances entre les objets augmentent de moins en moins vite au cours du temps), puis une phase presque statique, puis une phase d’expansion accélérée. Ce modèle a pour la première fois été proposé par Georges Lemaître.

## Descriptif du modèle
L’évolution de l’expansion d’un univers homogène et isotrope est décrite par les équations de Friedmann. Celles-ci décrivent comment varie le taux d'expansion de l’univers en fonction des densités d’énergie des différentes formes de matière qui la composent. Ces équations décrivent sous quelles conditions le taux d’expansion peut devenir très faible, voire s’annuler. La condition la plus simple pour cela correspond au cas où la courbure spatiale de l’espace est positive, c’est-à-dire que le théorème de Pythagore n’est plus valable à grande échelle, et que la somme des angles d’un triangle est supérieure à 180 degrés. C’est le cas de figure du Big Crunch. De plus, pour qu’une expansion accélérée se produise, il faut une forme d’énergie dont la pression est suffisamment négative (voir Accélération de l'expansion de l'univers), dont le représentant le plus simple est une constante cosmologique. De plus, l’existence d’une phase d’expansion décélérée nécessite la présence de matière non relativiste et/ou relativiste dans le modèle.
Le modèle d’univers hésitant correspond ainsi à un modèle à courbure spatiale positive et avec de la matière ordinaire ainsi qu’une constante cosmologique. La valeur de ces trois quantités est alors ajustée de façon à permettre à l’expansion d’être relativement faible pendant une durée.
En effet, pour une valeur élevée de la constante cosmologique, dont le cas limite correspond à l’univers de de Sitter, l’expansion est toujours accélérée. À l’inverse, un modèle à courbure spatiale positive mais sans constante cosmologique donne lieu à un Big Crunch. Il doit donc exister une valeur entre ces deux cas limites.

## Caractéristiques
L’atout principal du modèle est qu’il permet d’avoir un univers d’âge aussi élevé que l’on veut : plus la valeur de la constante cosmologique est proche par valeurs inférieures de la valeur critique, plus la phase quasi stationnaire est longue. L’inconvénient de ce tel modèle réside dans le fait que la valeur de la constante cosmologique doit être ajustée de façon extrêmement fine pour permettre ce déroulement des événements. En l’absence d’une justification théorique à cet ajustement fin des paramètres, ce modèle apparaît quelque peu artificiel, voire ad hoc. Il a néanmoins été invoqué dans le courant des années 1970 pour résoudre ce qui apparaissait comme un paradoxe observationnel : la découverte des quasars semblait indiquer à l’époque un surnombre de tels objets à un décalage vers le rouge d’environ 2. Une explication possible de cet effet était que l’expansion de l’univers s’était pratiquement arrêtée à la suite du phénomène d’hésitation décrit ci-dessus, alors que les distances dans l’univers étaient trois fois plus petites qu’aujourd’hui. Dans un tel cas, une région importante de l’Univers observable voit la lumière qu’il nous envoie posséder le même décalage vers le rouge. Par suite, un nombre important d’objets doit présenter un tel décalage, d’où la justification du modèle hésitant pour interpréter ces observations.
Ce modèle a par la suite été abandonné après qu’il a été établi que cet excès de quasars à un décalage vers le rouge d’environ 2 était dû à une combinaison d’une statistique très incomplète et de divers effets de sélection rendant ces objets plus facilement détectables par spectroscopie à cette valeur particulière de décalage vers le rouge.